# Чарльз Браянт
Чарльз Браянт (англ. Charles Bryant; 8 січня 1879 — 7 серпня 1948) — британський актор і кінорежисер.

## Життєпис
Браянт народився в Гартфорді, графство Чешир, 8 січня 1879 року. Отримав освіту в коледжі Ардінглі в Сассексі. Він залишив школу у віці 14 років, щоб стати актором, а через три роки поїхав до Сполучених Штатів, щоб почати працювати на Бродвеї, знявшись у виставі The First Born у 1897 році.
Браянт знявся у фільмах «Поїзд інцидентів» (1914) і «Військові наречені» (1916), який став першим фільмом його дружини Алли Назімової. У 1918 році Браянт і Назімова підписали контракт з «Metro Pictures» і знялися разом у ряді фільмів, зокрема «Одкровення», «З туману» та «Мільярди». У 1918 році Назімова заснувала компанію Nazimova Productions, і саме там Браянт почав режисерувати, і пара створила екранізацію п'єси Оскара Вайлда «Саломея» в 1923 році. Шлюб Браянта та Назімової була нетривалим. «Саломея» значно випередила свій час і провалилася в прокаті, збанкрутувавши Nazimova Productions. Браянт більше ніколи не працював у кіно, натомість повернувся на Бродвей. Він розлучився з Назімовою незабаром після того, як залишив Голлівуд, їхній шлюб, мабуть, був лише розрахунковим і більше не був потрібним.

## Шлюби та діти

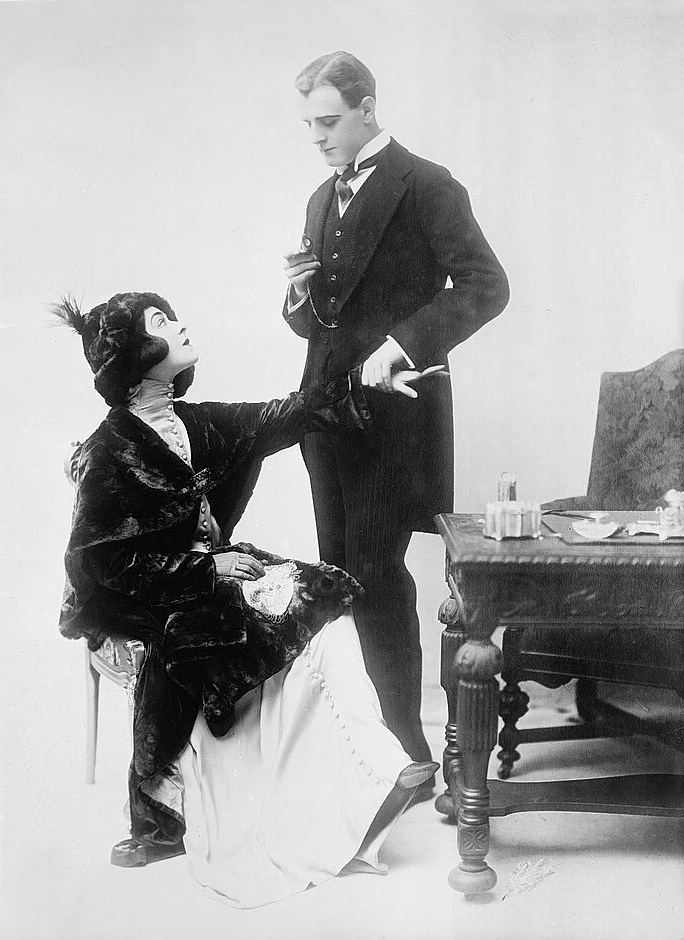
Брайант і Назімова в 1912 році

Він стверджував, що одружився з Аллою Назімовою 5 грудня 1912, але шлюб так і не був офіційно укладений.
16 листопада 1925 року 43-річний Браянт здивував пресу, Назімову та шанувальників Назімової, одружившись на 23-річній Марджорі Гілхулі в Коннектикуті. Коли преса виявила той факт, що Чарльз вказав свій поточний сімейний стан як «неодружений» у свідоцтві про шлюб, відкриття того, що шлюб між Аллою та Чарльзом був фіктивним з самого початку, втягнуло Назімову в скандал, який зашкодив її кар'єрі.[ Чарльз і Марджорі розлучилися в 1936 році.
Браянт мав двох дітей від Гілхулі, Чарльза Браянта-молодшого та Шейлу Брайант. 8 червня 1948 року Шейла вийшла заміж за американського письменника Річарда Єйтса.

## Смерть
Браянт помер 7 серпня 1948 року в Маунт-Кіско, штат Нью-Йорк, у віці 69 років.

## Фільмографія
- 1918 — Іграшки долі
- 1919 — Виродок / The Brat
- 1919 — Червоний ліхтар / The Red Lantern
- 1920 — Сильніше смерті / Stronger Than Death